# Lupara bianca
Lupara bianca ist die italienische Bezeichnung für einen Mord, zumeist in Mafia-Kreisen, bei dem der Leichnam spurlos beseitigt wird und somit als belastendes Indiz ausfällt. Bei einem solchen Mord wird den Hinterbliebenen die Möglichkeit genommen, das Opfer zu bestatten, auch ihre Trauer wird erschwert.
Im Gegensatz dazu steht die Lupara rossa, die offene Ermordung von Kontrahenten.

## Etymologie
Lupara ist die Bezeichnung für ein sizilianisches Jagdgewehr, eine abgesägte Schrotflinte, die ursprünglich der Wolfsjagd diente, mit der aber auch Gegner ermordet wurden. Das Wort bianca bedeutet übersetzt „weiß“ und deutet auf das Fehlen von Spuren hin.

## Beispiele
- Joseph Ardizzone verschwand am 15. Oktober 1931 auf dem Weg zu seinem Cousin nach Etiwanda, einer Ortschaft von Rancho Cucamonga im südlichen Kalifornien. Als Oberhaupt der Los-Angeles-Familie hatte er im Krieg von Castellammare zu Salvatore Maranzano gehalten. Nun wurde der alte Mustache Pete vermutlich von Jack Dragna kaltgestellt, der beste Kontakte zu dem eigentlichen Gewinner des Konflikts – Lucky Luciano – unterhielt.
- Bo Weinberg: Am 9. September 1935 verschwand der Angehörige der Kosher Nostra nach dem Besuch eines Nachtclubs in Midtown Manhattan. Gerüchte besagen, Dutch Schultz habe die Füße von Weinberg einzementiert und ihn dann in den East River geworfen. George Weinberg wurde nach dem spurlosen Verschwinden seines Bruders ein Pentito, nahm sich dann aber trotz Polizeischutz das Leben.
- Vincent Mangano: Am 19. April 1951 wurde Manganos Bruder Philip nahe Sheepshead Bay (Brooklyn) ermordet aufgefunden. Die Leiche von Vincent – ehemaliger Boss der Gambino-Familie – selbst wurde dagegen nicht mehr entdeckt.
- Joseph Scalice: Sein Bruder Francesco „Frank“ Scalice war am 17. Juni 1957 erschossen worden. Seine Ermordung vor dem Obststand in der 2380 Arthur Avenue soll Anregung für eine Szene des Mafiafilms Der Pate gewesen sein. Nachdem Joseph Scalice Ambitionen hegte, seinen Bruder zu rächen, verschwand er am 19. September 1957 – nach einer Willkommensparty – spurlos. Zu den Tätern soll James Squillante gehören.
- James Squillante verschwand im September 1960 spurlos. Er wurde häufig als „king of the garbage collection racket“ (englisch „König des Abfallwirtschaftsverbrechens“) bezeichnet und gehörte zu den Killern von Albert Anastasia. Die Infiltration der Müllwerker durch die Mobster in New York City begann 1955 und verlief parallel zur Entwicklung bei der Teamsters-Gewerkschaft, zu der auch die Müllentsorger gehörten.
- Jake Russo verschwand 1964 spurlos nach der Rückkehr von Frank J. Valenti nach Rochester. Russo hatte die Schwäche und Abwesenheit der Valenti-Brüder ausgenutzt und die Führung über die Rochester-Familie übernommen.
- Anthony Strollo: Der Mobster verließ 1962 sein Anwesen in Fort Lee und verschwand spurlos. Seine Leiche wurde nie gefunden. Es wird heute vermutet, dass er im Auftrag von Vito Genovese ermordet wurde.
- Jimmy Hoffa: Der aus dem Gefängnis entlassene Gewerkschafter plante sein Comeback als Präsident der mächtigen Gewerkschaft der Transportarbeiter. Am 30. Juli 1975 verschwand er spurlos vom Parkplatz des Restaurants Machus Red Fox. Das Rätsel um sein Verschwinden ist inzwischen Bestandteil der Pop-Kultur in den USA geworden und wird immer wieder adaptiert.
- 1982 verschwand Filippo Marchese spurlos auf die gleiche Weise wie bis zu 100 seiner Opfer. Marchese war insbesondere postum durch eine spezielle Methode der Lupara bianca bekannt geworden, da er seine Mordopfer in Säure aufgelöst hatte. Seine Taten waren durch den Pentito Vincenzo Sinagra bekannt geworden. Marchese hatte zusammen mit Pino Greco einen Folterkeller im Hafen betrieben, in dem die Opfer vor ihrem Tod misshandelt wurden.[1]
- Anthony Zizzo war ein hochrangiges Mitglied des Chicago Outfit; am 31. August 2006 verschwand er spurlos. Auf Informationen, die sein Verschwinden aufklären, ist eine Belohnung von 10.000 US-Dollar ausgesetzt.[2]